# Joana Costa Benaiges
Joana Costa Benaiges   (el Serrallo, 17 d'agost de 1940) és una armadora i remendadora d'una família de pescadors del Serrallo de Tarragona.
Va néixer a la Plaça del pes, on es feia la subhasta del peix, actual plaça de Sant Magí. El seu avi, conegut com en Chaparro, procedia de Cambrils i s'havia instal·lat al Serrallo per pescar més. Filla d'una família de pescadors, va estudiar amb la seva germana Montserrat a les monges del Sagrat Cor, va fer un grau de comerç i des dels 15 anys va començar a remendar amb l'àvia Maria Fortuny i la mare. De molt jove va conèixer en Jordi de la Parrota, amb qui va tenir quatre fills. Ha maldat per traslladar de generació a generació l'ofici de remendador, que defensa com una de les millors mostres del patrimoni marítim. Aviat esdevingué també armadora de la barca Madobe, amb un nom que procedeix de les primeres lletres del nom de la seva mare, Maria Dolrs Benaiges. La barca Madobe al segle XXI la porten els seus fills Jordi i Marc.
El 2023, va rebre el reconeixement del Govern de Catalunya amb la Creu de Sant Jordi per ser una excepcional exponent de la vida marinera al Serrallo.